# 百濃実結香
百濃 実結香 （ももの みゆか、2002年10月8日 - ）は、京都府出身の女子サッカー選手。セレッソ大阪ヤンマーレディース所属。ポジションはミッドフィールダー。セレッソ大阪堺レディース（現セレッソ大阪ヤンマーレディース）6期生。

## 来歴

### ユース
小学6年生の時に、Jリーグクラブセレッソ大阪の女子チーム、セレッソ大阪堺レディースの2015年度入団のセレクションに合格した。
2015年、下部組織のセレッソ大阪堺ガールズに入団した。中学1年生で下部組織選手として、プレナスチャレンジリーグWEST第15節でセレッソ大阪堺レディースの試合に初出場。後にU-16、U-17日本女子代表に選出された。

### シニア
2020年、セレッソ大阪堺レディースに入団。
2021年、左サイドバックで起用され、豊富な運動量と相手ゴール前までドリブルで侵入するなど積極的な仕掛けでチャンスを創出し攻守において活躍、WEリーグ発足や海外移籍に伴って、主軸だった選手のほとんどが他クラブへ移籍した中、新たな中心選手となりリーグ戦全試合に出場した。
2022年、なでしこリーグ1部のベストイレブンを初受賞。
2023年4月22日、ベトナム女子代表チームとの親善試合で、42分にベトナムに対してゴールを決めた。

## 個人成績

### クラブ
| クラブ                         | シーズン | リーグ         | 背番号 | リーグ戦 | リーグ戦 | カップ戦 | カップ戦 | リーグ杯 | リーグ杯 | AFC  | AFC  | 合計 | 合計 |
| クラブ                         | シーズン | リーグ         | 背番号 | 出場     | 得点     | 出場     | 得点     | 出場     | 得点     | 出場 | 得点 | 出場 | 得点 |
| ------------------------------ | -------- | -------------- | ------ | -------- | -------- | -------- | -------- | -------- | -------- | ---- | ---- | ---- | ---- |
| セレッソ大阪堺レディース       | 2015     | チャレンジWEST | 30     | 1        | 0        | 0        | 0        | —        | —        | —    | —    | 1    | 0    |
| セレッソ大阪堺レディース       | 2016     | なでしこ2部    | 22     | 0        | 0        | 0        | 0        | 0        | 0        | —    | —    | 0    | 0    |
| セレッソ大阪堺レディース       | 2017     | なでしこ2部    | 22     | 3        | 0        | 0        | 0        | 2        | 0        | —    | —    | 5    | 0    |
| セレッソ大阪堺レディース       | 2018     | なでしこ1部    | 22     | 9        | 0        | 0        | 0        | 3        | 0        | —    | —    | 12   | 0    |
| セレッソ大阪堺レディース       | 2019     | なでしこ2部    | 22     | 1        | 1        | 0        | 0        | 0        | 0        | —    | —    | 1    | 1    |
| セレッソ大阪堺レディース       | 2020     | なでしこ1部    | 22     | 9        | 0        | 0        | 0        | —        | —        | —    | —    | 9    | 0    |
| セレッソ大阪堺レディース       | 2021     | なでしこ1部    | 13     | 22       | 4        | 5        | 1        | —        | —        | —    | —    | 27   | 5    |
| セレッソ大阪堺レディース       | 2022     | なでしこ1部    | 13     | 22       | 6        | 3        | 1        | —        | —        | —    | —    | 25   | 7    |
| セレッソ大阪ヤンマーレディース | 2023-24  | WE             | 13     | 22       | 1        | 1        | 0        | 5        | 0        | -    | -    | 28   | 1    |
| セレッソ大阪ヤンマーレディース | 2024-25  | WE             | 13     | 22       | 3        | 1        | 0        | 6        | 1        | -    | -    | 29   | 4    |
| セレッソ大阪ヤンマーレディース | 2025/26  | WE             | 13     |          |          |          |          |          |          | -    | -    |      |      |
| セレッソ大阪ヤンマーレディース | 通算     | 通算           | 通算   | 111      | 15       | 10       | 2        | 16       | 1        | 0    | 0    | 137  | 18   |
| 通算                           | 日本     | 日本           | 1部    | 62       | 4        | 2        | 0        | 14       | 1        | 0    | 0    | 78   | 5    |
| 通算                           | 日本     | 日本           | 2部    | 48       | 11       | 8        | 2        | 2        | 0        | 0    | 0    | 58   | 13   |
| 通算                           | 日本     | 日本           | 3部    | 1        | 0        | 0        | 0        | 0        | 0        | 0    | 0    | 1    | 0    |
| 総通算                         | 総通算   | 総通算         | 総通算 | 111      | 15       | 10       | 2        | 16       | 1        | 0    | 0    | 137  | 18   |

1. ↑  セレッソ大阪堺ガールズの出場記録を含まない。2019年まで下部組織登録選手。

- 日本女子サッカーリーグ
  - 初出場 - 2015年9月19日 チャレンジリーグWEST 第15節 NGU名古屋FCレディース戦 (瑞穂北陸上競技場)[12]
  - 初得点 - 2019年9月21日 なでしこリーグ2部 第13節 オルカ鴨川FC戦 (高知県立春野総合運動公園球技場)[12]

- WEリーグ
  - 初出場 - 2023年11月12日 第1節 ジェフユナイテッド市原・千葉レディース戦 (ヨドコウ桜スタジアム)[13]
  - 初得点 - 2024年5月19日 第21節 マイナビ仙台レディース戦 (ヨドコウ桜スタジアム)[13]

## タイトル

### クラブ
- セレッソ大阪堺レディース
  - プレナスチャレンジリーグWEST: 1回 (2015、無敗優勝)
  - なでしこリーグカップ2部: 2回 (2017、2019)

- セレッソ大阪堺ガールズ
  - 関西女子サッカーリーグ1部: 3回 (2015、2016、2017)
  - JFA 全日本U-18女子サッカー選手権大会: 1回 (2016)
  - JFA 全日本U-15女子サッカー選手権大会: 1回 (2015)

- セレッソ大阪堺アカデミー
  - U-15なでしこアカデミーカップ: 1回 (2018)

### 個人
- なでしこリーグ1部
  - ベストイレブン: 1回 (2022)